# Erytus bucharicus
Erytus bucharicus är en skalbaggsart som beskrevs av Rudolph Petrovitz 1961. Erytus bucharicus ingår i släktet Erytus och familjen Aphodiidae. Inga underarter finns listade i Catalogue of Life.